# Cantón de Lanslebourg-Mont-Cenis
El cantón de Lanslebourg-Mont-Cenis (en francés canton de Lanslebourg-Mont-Cenis) era una división administrativa francesa, que estaba situada en el departamento de Saboya y la región de Ródano-Alpes.

## Composición
El cantón estaba formado por siete comunas:
- Bessans
- Bonneval-sur-Arc
- Bramans
- Lanslebourg-Mont-Cenis
- Lanslevillard
- Sollières-Sardières
- Termignon

## Supresión del cantón
En aplicación del decreto nº 2014-272 del 27 de febrero de 2014, el cantón de Lanslebourg-Mont-Cenis fue suprimido el 1 de abril de 2015 y sus 7 comunas pasaron a formar parte del cantón de Modane.